# Apion rubens
Apion rubens är en skalbaggsart som beskrevs av Stephens 1839. Apion rubens ingår i släktet Apion, och familjen spetsvivlar. Arten är reproducerande i Sverige.